# Rif Dimashq

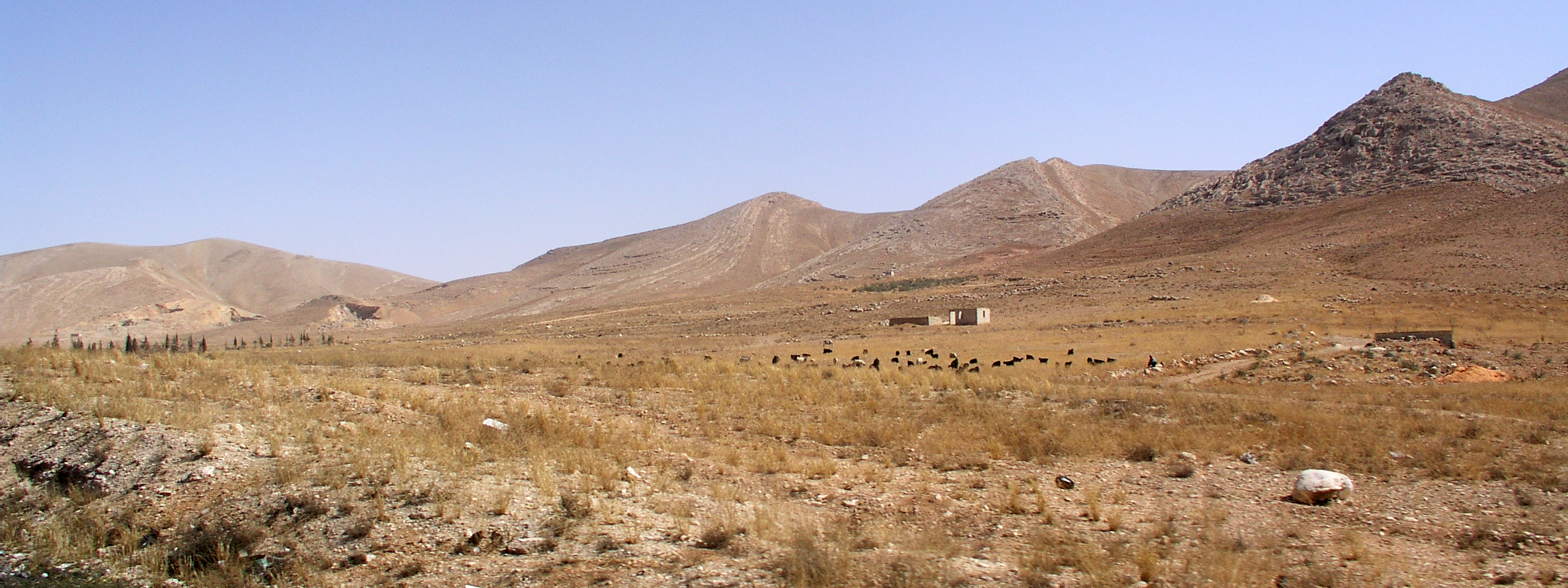
Jabal Sumajkat i Al-Qutayfah, 2010

Rif Dimashq (arabiska: ريف دمشق), egentligen Muhafazat Rif Dimashq, är en provins (muhafaza) i södra Syrien, och gränsar till Libanon i nordväst och till Jordanien i sydost. 
Ordet rif (ريف) anger att provinsen omfattar landsbygden. Provinsens huvudort är landets huvudstad Damaskus (Dimashq), som själv dock tillhör provinsen Damaskus, Muhafazat Dimashq, ibland förtydligat Muhafazat Madinat Dimashq (ung. "Staden Damaskus provins"). 
Rif Dimashq hade 2 570 000 invånare i slutet av 2008, på en yta av 18 018 kvadratkilometer. De största orterna är Babila, Duma och Qatana.

## Administrativ indelning
Provinsen är indelad i nio distrikt, mintaqa:
- Darayya
- Duma
- Markaz Rif Dimashq
- an-Nabk
- Qatana
- al-Qutayfa
- at-Tall
- Yabrud
- az-Zabadani